# Мей Червената панда
„Мей Червената панда“ (на английски: Turning Red) е американска 3D компютърна анимация от 2022 година, продуциран от Уолт Дисни Пикчърс и Пиксар Анимейшън Студиос и ще е разпространен от Уолт Дисни Студиос Моушън Пикчърс за Дисни+. Режисьор на филма е Домий Ши (в нейния пълнометражен режисьорски дебют), която е съсценарист с Джулия Шу, продуциран е от Линдзи Колинс, Озвучаващия състав се състои от Росали Чианг, Сандра О, Ава Морс, Матрей Рамакришнан, Хиейн Парк, Орион Лий, Уай Чинг Ко и Джеймс Хонг. Това е първият филм на Пиксар, която е режисиран от жена, първият филм, който се развива в Канада, и вторият филм, който включва азиатски водещ герой след „В небето“.
Премиерата на „Мей Червената панда“ е във Лондон, Англия на 21 февруари 2022 г., световната премиера е на 1 март 2022 г. и е пуснат по Дисни+ в различните страни на 11 март 2022 г., където услугата е достъпна.

## Озвучаващ състав
| Актьор             | Роля                               |
| ------------------ | ---------------------------------- |
| Росали Чианг       | Мей Лий                            |
| Сандра О           | Минг Лий, строгата майка на Мей    |
| Ава Морс           | Мириам, една от приятелките на Мей |
| Матрей Рамакришнан | Прия, една от приятелките на Мей   |
| Хиейн Парк         | Аби, една от приятелките на Мей    |
| Орион Лий          | Джин Лий, бащата на Мей            |
| Уай Чинг Ху        | Бабата на Мей                      |
| Джеймс Хонг        | Господин Гао                       |
| Тристан Алерик Чен | Тайлър, съученичка на Мей          |
| Ади Чандлър        | Девон                              |
| Саша Ройз          | Господин Келовски                  |
| Шери Кола          | Хелън                              |
| Лори Тан Чин       | Чен Лий, леля на Мей               |
| Мия Тагано         | Лили                               |
| Лилиан Лим         | Пинг Лий, леля на Мей              |
| Лили Санфелипо     | Стейси Фрик                        |
| Джордан Фишър      | Момчешка група „Фор Таун“          |
| Джош Леви          | Момчешка група „Фор Таун“          |
| Тофър Нго          | Момчешка група „Фор Таун“          |
| Финиъс О'Конъл     | Момчешка група „Фор Таун“          |
| Грейсън Вилануева  | Момчешка група „Фор Таун“          |

## Пускане
Премиерата на филма е в Лондон във Everyman Borough Yards на 21 февруари 2022 г. Пуснат е в Съединените щати на 11 март 2022 г. от Уолт Дисни Студиос Моушън Пикчърс чрез стрийминг услугата Дисни+.

## Награди и номинации
| Награда                              | Категория                  | Номиниран(и)               | Резултат  |
| ------------------------------------ | -------------------------- | -------------------------- | --------- |
| Награди на филмовата академия на САЩ | Най-добър анимационен филм | Най-добър анимационен филм | номинация |
| Награда на БАФТА                     | Най-добър анимационен филм | Най-добър анимационен филм | номинация |
| Златен глобус                        | Най-добър анимационен филм | Най-добър анимационен филм | номинация |

## В България
В България филмът е пуснат по кината на същата дата от Форум Филм България.